# Dasyatis colarensis
Dasyatis colarensis és una espècie de peix de la família dels dasiàtids i de l'ordre dels myliobatiformes.

## Morfologia
- Els mascles poden assolir 207 cm de longitud total.[4][5]

## Hàbitat
És un peix marí i de clima tropical que viu fins als 6 m de fondària.

## Distribució geogràfica
Es troba a l'oceà Atlàntic sud-occidental: el Brasil.

## Observacions
És inofensiu per als humans.